# Kerk van Ransdorp

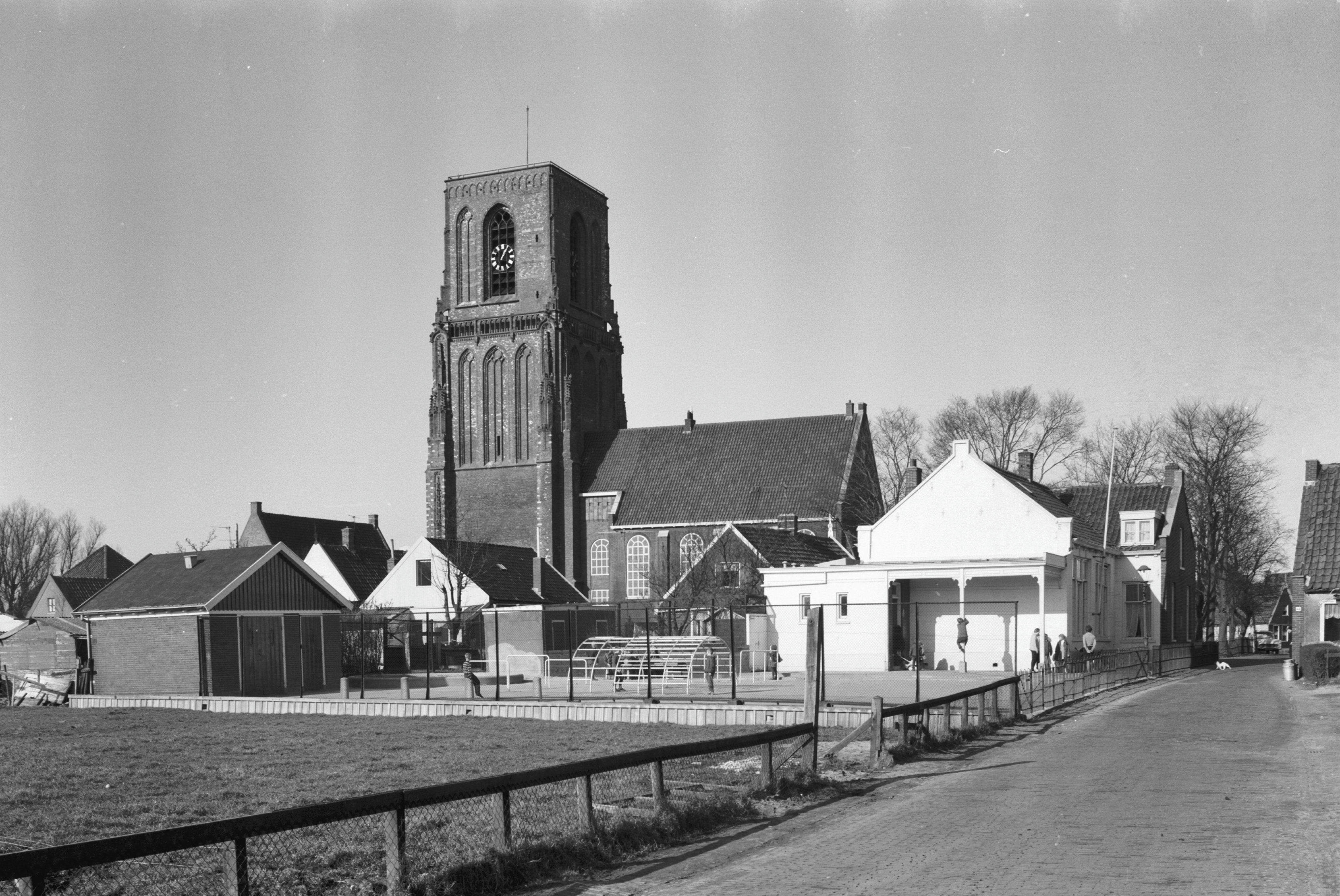
De Kerk van Ransdorp, gezien vanuit het zuidoosten.

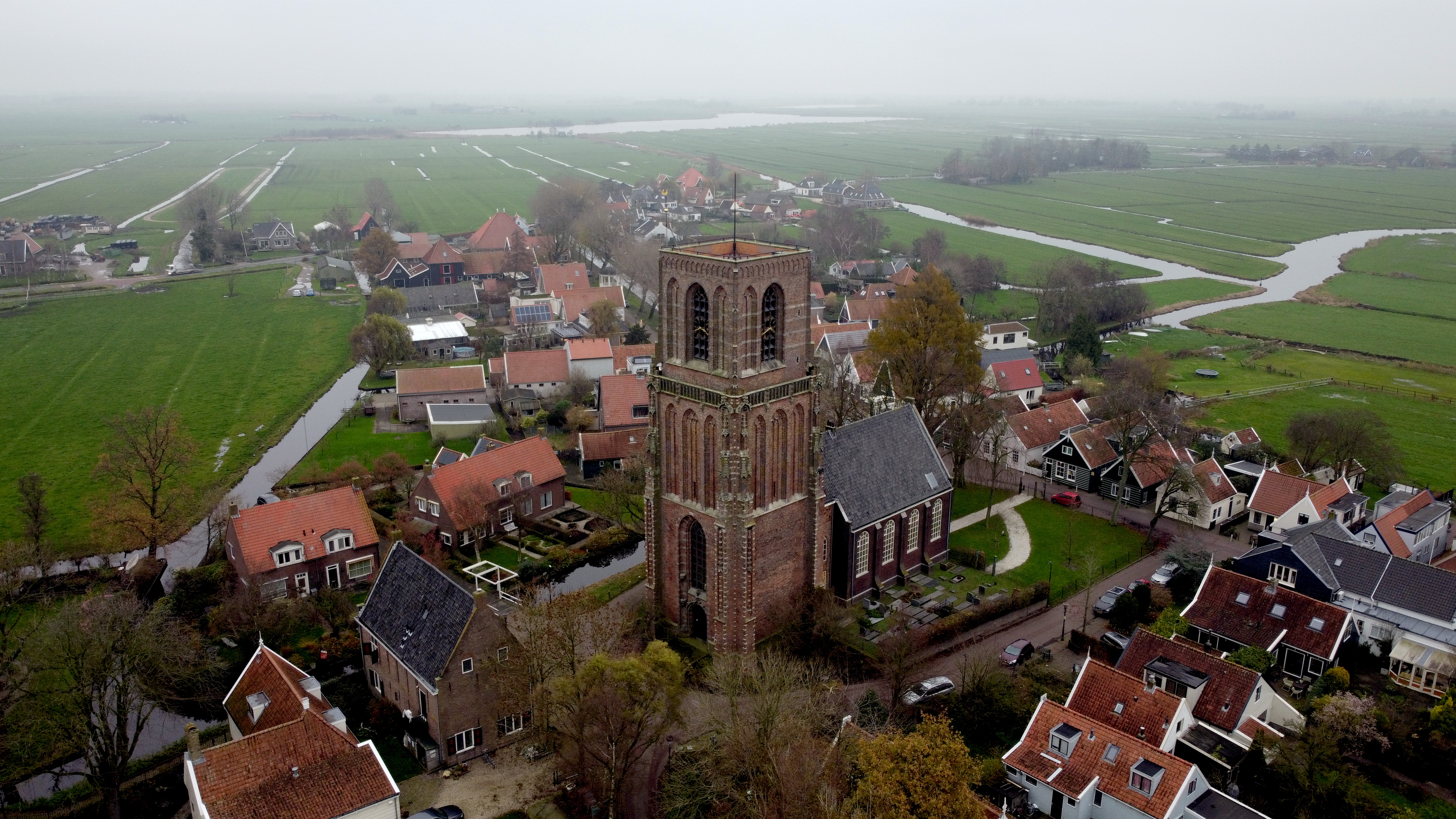
Kerk van Ransdorp vanuit de lucht in 2020.

De Kerk van Ransdorp is de Nederlands Hervormde Kerk van Ransdorp in Amsterdam-Noord. De oorspronkelijke kerk ging in 1715 verloren door brand als gevolg van een blikseminslag. De huidige kerk werd in 1719 gebouwd ter vervanging van een uit de vroege 15e eeuw stammende voorganger die werd afgebroken wegens bouwvalligheid, na de verwoesting tijdens de Tachtigjarige oorlog.
Het gebouw onderging in 1833 een ingrijpende restauratie, waarna tussen 1936 en 1938 vanwege bouwvalligheid opnieuw herbouw plaatsvond, naar ontwerp van J.C. Hoogendorp. Hierbij werden 18e-eeuwse bouwmaterialen hergebruikt. Dit gebeurde tegelijk met de restauratie van de toen zeer vervallen toren. Het kerkgebouw werd in 2006 door Stadsherstel Amsterdam gerestaureerd.
Buiten gebruik als kerk vanaf circa 2000, nu in gebruik als Cultureel Centrum. De kerk wordt verhuurd voor onder meer diners, recepties, presentaties, condoleances, workshops, huwelijksvoltrekkingen en concerten.
De grafzerken in de vloer, de preekstoel, het doophek, het kerkorgel en de kroonluchter zijn bewaard gebleven. Het interieur van de kerk is sfeervol en herbergt onder andere een preekstoel en een doophek uit de late 17e eeuw.
De Kerk van Ransdorp heeft een opvallende toren, die dateert uit de vroege zestiende eeuw. De locatie kent een geschiedenis die teruggaat tot de Middeleeuwen. De Toren van Ransdorp herinnert aan de bloeiende scheepvaart, handel en bedrijvigheid die het dorp vooral in de vijftiende eeuw kende.

## Orgel
In 1912 plaatste de firma A.S.J. Dekker (Goes) een orgel met één manuaal en aangehangen pedaal in de Gereformeerde Kerk te Bergen op Zoom. Na de bouw van een nieuwe kerk in 1928 ruilde men het instrument in bij de firma Dekker voor een groter orgel. Dekker plaatste het orgel in 1928 over naar de dorpskerk van Ransdorp. Het instrument heeft 8 stemmen, is voorzien van pneumatische kegelladen en is een van weinige vrijwel volledig ongeschonden bewaard gebleven orgels van de firma Dekker.

## Afbeeldingen

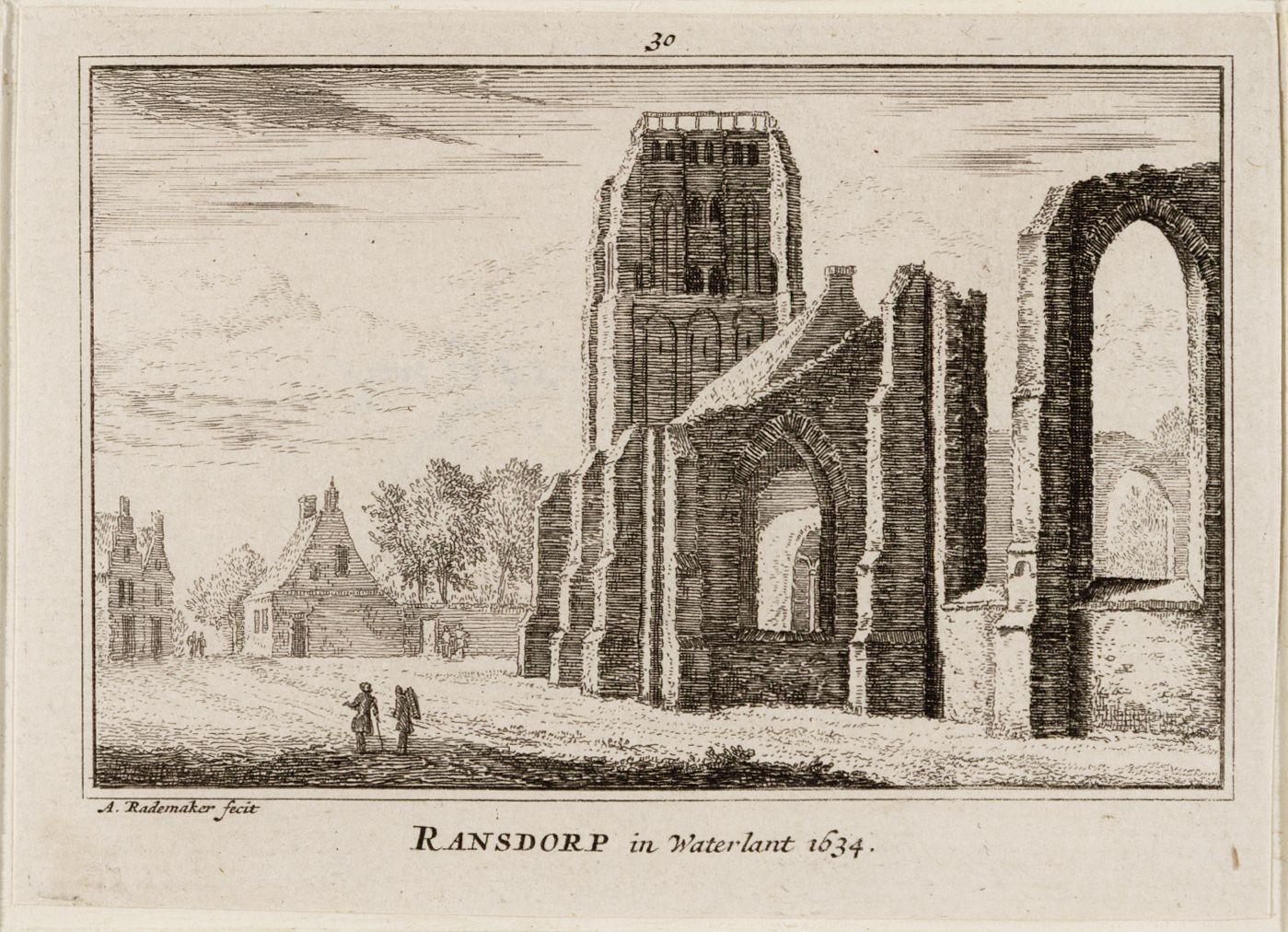
De toren van Ransdorp in 1634 met de ruïne van de kerk, na de verwoesting tijdens de Tachtigjarige oorlog. Prent van Abraham Rademaker.
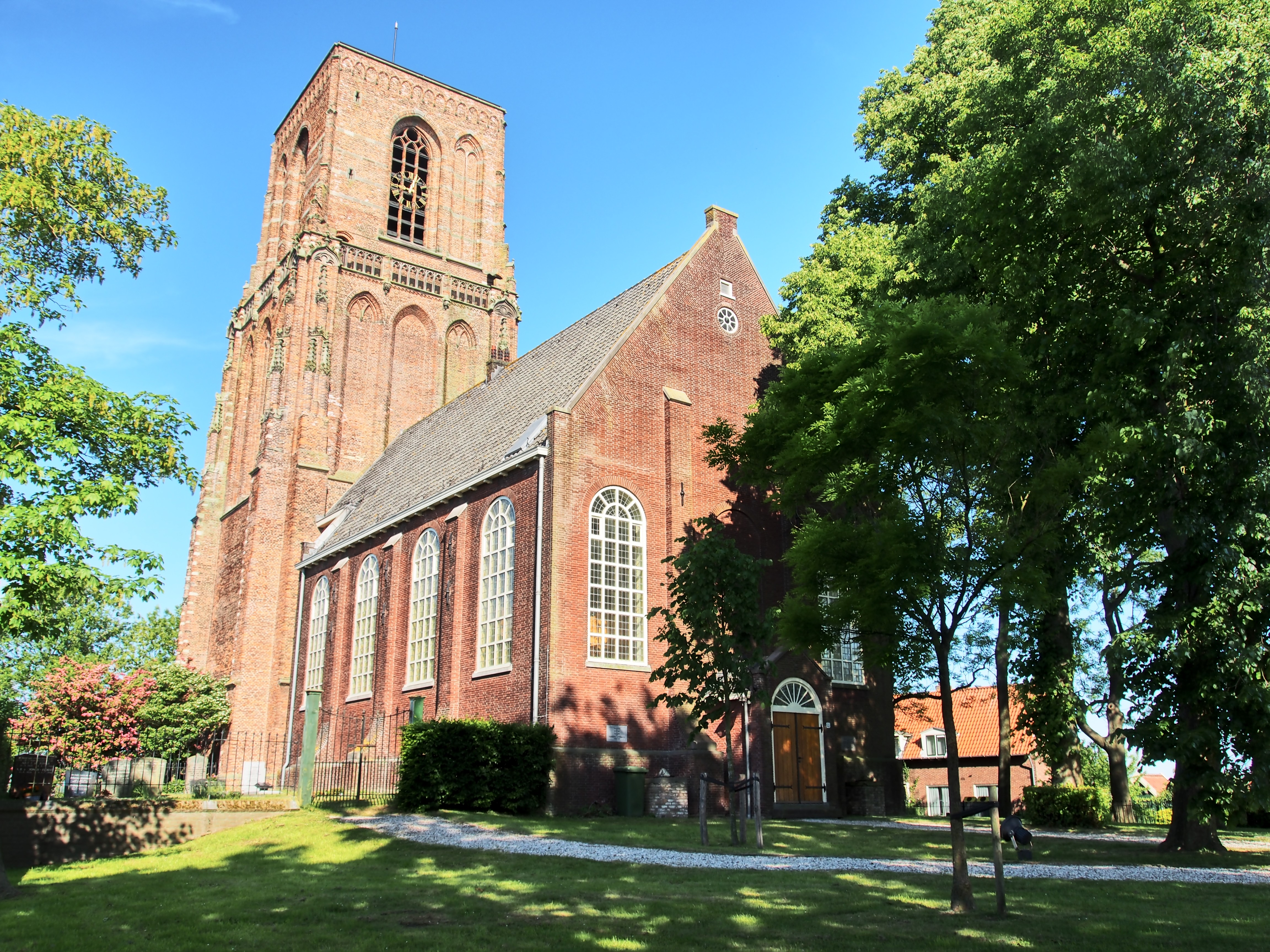
Kerk van Ransdorp in 2018.